# Licania hypoleuca
Licania hypoleuca är en tvåhjärtbladig växtart som beskrevs av George Bentham. Licania hypoleuca ingår i släktet Licania och familjen Chrysobalanaceae. Inga underarter finns listade i Catalogue of Life.